# Petar Petrov
Petar Petrov (født 23. juni 1961 i Stara Zagora, Bulgarien) er en bulgarsk komponist, lærer, pianist og arrangør.
Petrov studerede komposition på State Academy of Music hos Alexander Raichev. Han studerede også privat, hos Anatol Vieru.
Han har komponeret 6 symfonier, orkesterværker, kammermusik, elektronisk musik, korværker etc.

## Udvalgte værker
- Symfoni nr. 1 "Klage" (1987) - for orkester
- Symfoni nr. 2 "Katarsis" (1990) - for orkester
- Symfoni nr. 3 "Tre erindringer, og giv os fred" (1994) - for kor og orkester
- Symfoni nr. 4 "Giv os fred" (1995) - for kor og orkester
- Symfoni nr. 5 "Alias Bulgarsk" (1997) - for orkester
- Symfoni nr. 6 "Fordi dem er vi" (1998) - for orkester